# Aubrey Richmond
Aubrey Gordon Richmond (nascido em 14 de novembro de 1957) é um ex-ciclista olímpico guianês. Representou sua nação em duas edições dos Jogos Olímpicos: Los Angeles 1984 e Barcelona 1992.